# Zagve-dinasztia
A Zagve-dinasztia  (ge'ez írással: ዛጔ መንግሥት) egy középkori Agav-monarchia volt, amely Etiópia és Eritrea északi részét uralta az Akszúmi Királyság végétől (10. század közepétől) vagy 1137-től 1270-ig, amikor Jekuno Amlak az anszatai csatában megölte az utolsó Zagve királyt. A dinasztia leghírsebb császára Gebre Meszkel Lalibela, akinek a lalibela sziklatemplomok felépítésének megrendelését tulajdonítják.
David Buxton, brit tudós és kutató megállapította, hogy a Zagve királyok közvetlen uralma alá tartozó területek a laszta-i hatalmi központon kívül „valószínűleg a mai Eritrea, Tigré, Vag és Bete Amhara tartományok földjeit ölelték fel, onnan nyugatra a Tana-tó (Begemder) felé”.

## Elnevezés
A dinasztia neve ( Ze-Agav alakban) valószínűleg az agav nép nevéből származik, jelentése „agav” (melléknévként) vagy szó szerint „az agavok közül való” (a ze az angol of szónak felel meg a ge'ez nyelvben, amely a szertartások és az udvar hivatalos nyelve volt).

## Tagjai
A Zagve-dinasztia egy agav keresztény hercegi családból származott. A dinasztiát számos titok övezi, még az uralkodók száma is vitatott. Egyes források (például a Párizsi Krónika, valamint 88, 91 és 93-ban felfedezett  kéziratai) tizenegy király nevét adják meg, akik 354, 133 vagy 333 évig uralkodtak (más, kevésbé valószínű elméletek 137, 250 vagy 373 évre teszik); mások (köztük Pero Páez és Manuel de Almeida Akszúmban látott könyve) csak öt uralkodót sorolnak fel, akik 143 évig uralkodtak. Paul B. Henze egy legalább 16 nevet tartalmazó lista létezéséről számol be.

## Történet

### Trónra kerülés
A történészek egyetértenek abban, hogy a dinasztia alapítója Mara Takla Hajmanot, az Akszúmi Királyság utolsó királyának, Dil Na'od-nak a veje volt.
A 10. század közepén Gudit királynő seregei elpusztították az Akszúmi Királyságot. Az ezt követő sötét korról többféle elképzelés ismert: az egyik, főleg etióp szájhagyományon alapuló nézet szerint Gudit 40 évig uralkodott, majd utódai örökölték a trónt, Mara pedig feleségül vette Akszúm utolsó királyának, Dil Na'odnak a lányát. Amennyiben a Zagve-dinasztia 333 évet uralkodott, akkor ez 937 körül történt. Más etióp hagyományok szerint dinasztiájának utolsó tagját Mara Takla Haymanot buktatta meg, ha az uralkodóház 133 évig volt hatalmon, akkor az eseményeknek 1137 körül kellett lejátszódni, ami azt is jelenti, hogy Mara Takla Hajmanot nem lehetett Dil'Naod lányának, csak egy későbbi utódjának a férje. Az utóbbi nézetet támasztja alá Carlo Conti Rossini is, aki szerint az 1150 előtt az alexandriai V. János kopt pápához írt Etiópiából származó levél is ezekhez az eseményekhez kapcsolódik. A levélben a névtelen etióp uralkodó azt kéri, hogy nevezzenek ki új abunt (egyházi vezetőt) az Etióp Ortodox Egyház élére, mert a hivatalban lévő már túl öreg. Rossini szerint a levelet Mara Takla Hajmanot íratta, azért, mert a régi vezető nem volt hajlandó elismerni az új uralkodóház trónra kerülését.
A harmadik lehetőség szerint Mara Laszta tartományban született, amely az ő hatalmi központja volt. Mara eredetileg Dil Na'od hadvezére volt, akinek lánya, Maszoba Vark Mara felesége lett, majd megdöntötte apósát, hogy megalapítsa az új dinasztiát. James Bruce ezzel szemben egy negyedik esetet mutat be, amely szerint Dil Na'od-ot Gudit buktatta meg, és Mara Takla Hajmanot (akit Bruce „Takla Hajmanot”-nak nevez) Gudit unokatestvére volt, aki több családtagja után követte a királynőt.
Az Akszúmban felfedezett három felirat két király, Dabra Ferem és fia, Haszani Dan'el nevét említi, akik keresztények voltak, de nem szerepelnek az etióp királyi listákon. Az első felirat arról szól, hogy Haszani Dan'el megtámadta a lázadó törzseket Kassalában, és azt állítja, hogy harminc népet hódított meg. A második felirat arról számol be, hogy Welkait népe fellázadt és feldúlta Akszúmot, és erre válaszként az uralkodó nagyszámú szarvasmarhát és egyéb állatot hurcolt el tőlük. Dan'el ezután a maják országába ment, és 10 000 juhot és 3000 szarvasmarhát zsákmányolt. A harmadik felirat szerint Dan'el a hadjáratai után Akszúmba ment, és bebörtönözte az ott uralkodó öreg királyt. Nehéz meghatározni e királyok uralkodásának időpontját, de valószínűleg a 10. század elején történt. Enno Littmann elmélete szerint ezek a királyok a Zagve-dinasztia előfutárai voltak, és E. A. Wallis Budge úgy vélte, hogy talán még az uralkodócsaládot is ők alapították.

### Fénykor

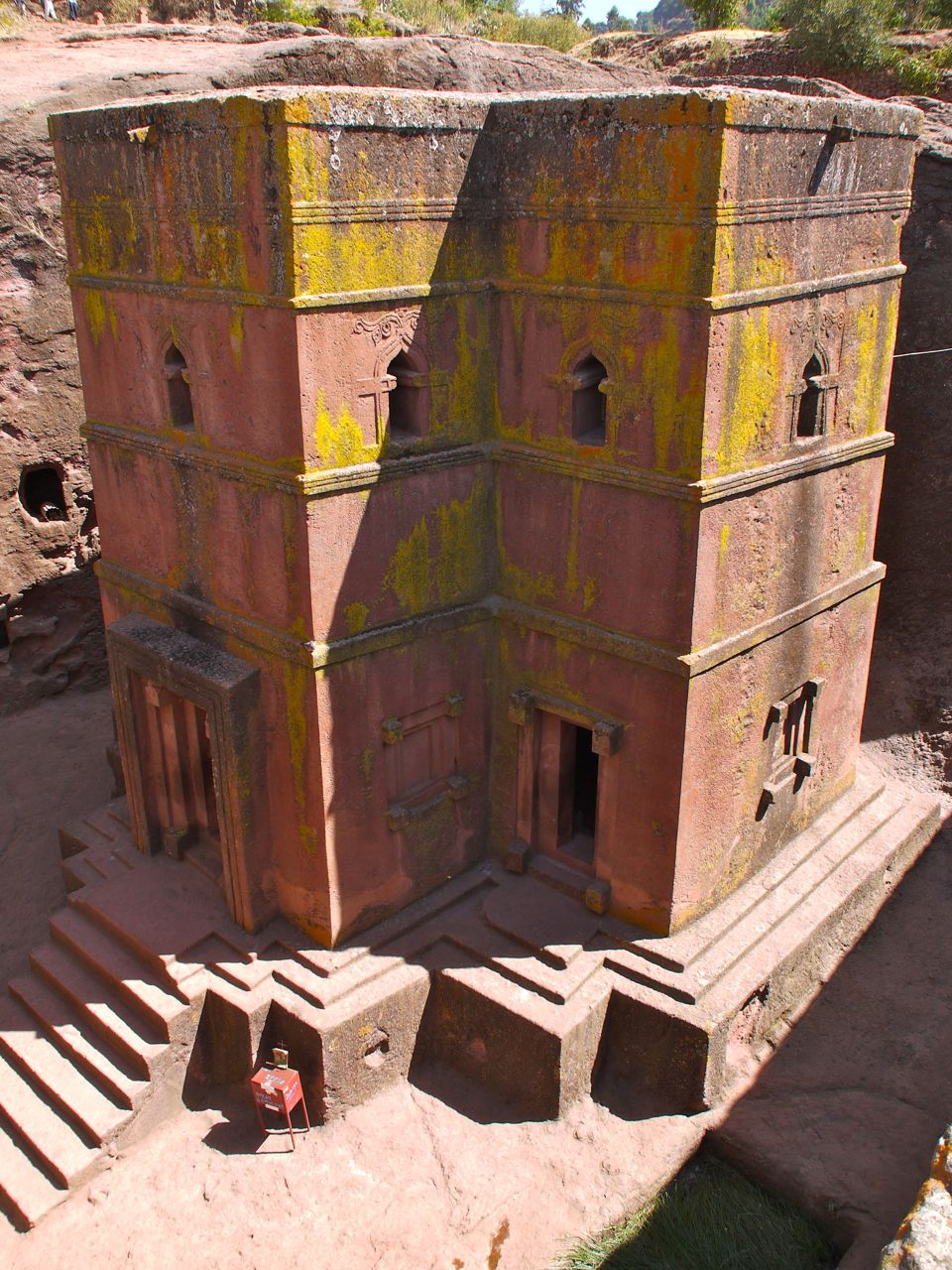
A szent György (bete Gijorgisz) templom Lalibelában, Gebre Meszkel Lalibela uralkodása alatt készült.

A Zagve-dinasztia legismertebb tagja Gebre Meszkel Lalibela, akinek a nevéhez fűződnek a Lalibela városban található sziklába vájt templomok.

### Bukás
A Zagve dinasztiát számos talány veszi körül, ezek között is az egyik legsötétebb rejtély a dinasztia utolsó uralkodójának személye, mielőtt a Salamon-dinasztia leváltotta volna őket. A fennmaradt krónikák és a szájhagyomány Za-Ilmaknun-nak nevezik, ez azonban bizonyosan egy álnév (Taddesse Tamrat etióp történész fordítása szerint azt jelenti, hogy „az Ismeretlen, a rejtett”), amelyet azt követően használtak, hogy a Salamon-dinasztia átvette az uralmat. Taddesse Tamrat szerint az utolsó uralkodó Jetbarak volt, akit az anszatai csatában ölt meg a Salamon-dinasztia alapítója, Jekuno Amlak, akit a krónikák szerint két etióp szent, Ijaszusz Moa és Tekle Hajmanot is segített.

## Uralkodói címek a dinasztiában
Lalibela 1204-ben és 1225-ben kiadott birtokadományozási iratában négusnak („király”) nevezte magát, ami az etióp királyok hagyományos címe volt (a történelemtudomány mégis etióp császárnak nevezi őket). A négus mellett a haszani megnevezés is feltűnik, ami annyit jelent: „nevelő”, „dajka” vagy „tanácsadó”. Ez a cím először Ibn Havkal 10. századi, egy névtelen etióp királyt leíró beszámolójában jelent meg, de szerepel két évszám nélküli Ge'ez-feliratban és Tatadim király 1030 körül kiadott földadományában is. Lalibela császár földadományozásról szóló dokumentumai az utolsók, ahol a haszani cím a királyhoz kapcsolódik. A 14. század első felében Amda Szejon uralkodása idején már tartományi kormányzó megjelölésére használták.

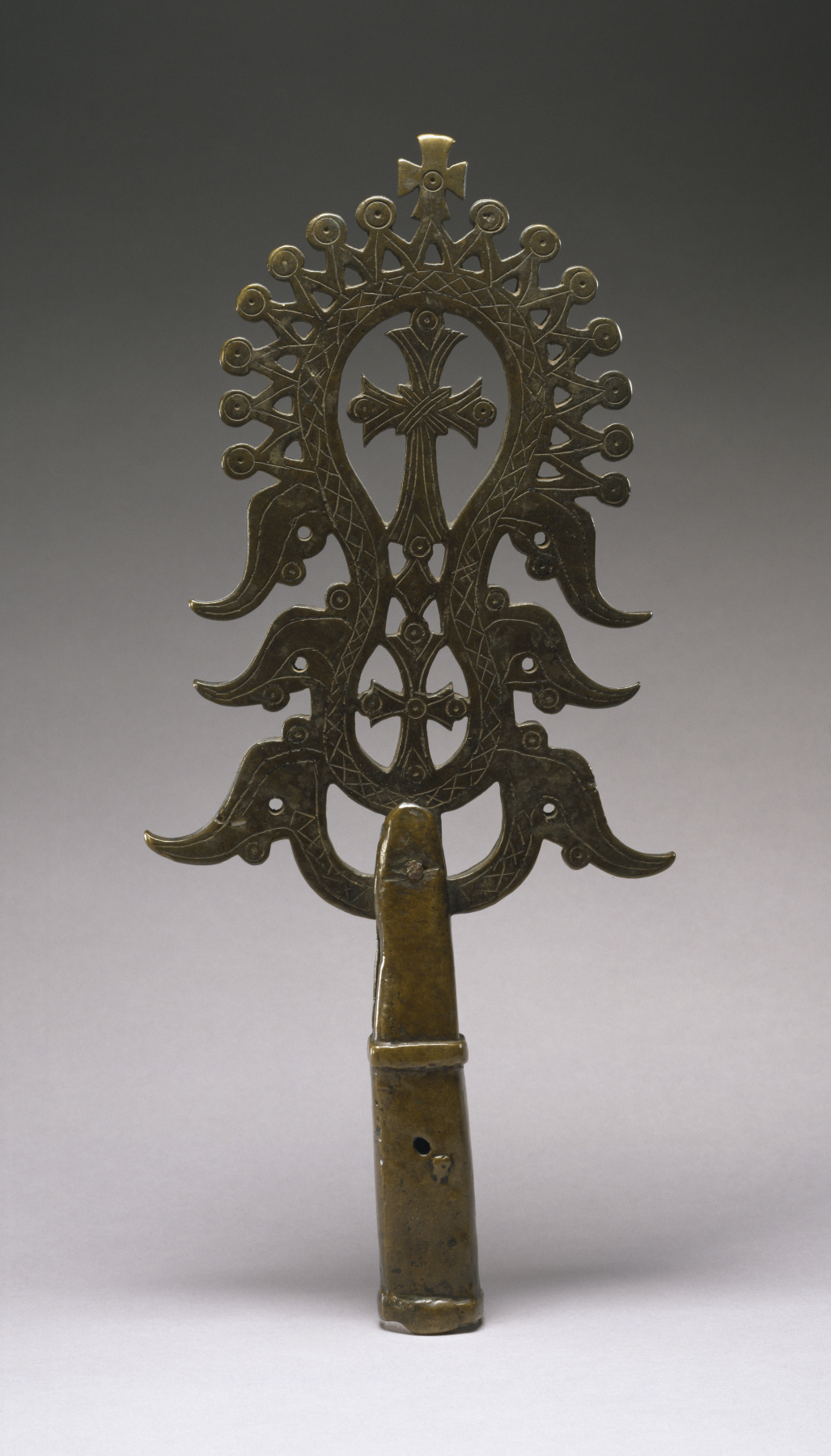
Felvonulási kereszt, talán Lasztából. Bár keletkezése nem bizonyított, a hasonló alakú kereszteket általában a Zagve-dinasztiával hozzák összefüggésbe.

Az őket megelőző akszúmi királyokhoz hasonlóan a zagve királyok is három nevet viseltek: keresztnevet, uralkodói nevet és végül vezetéknevet.

## Külkapcsolatok
Akszúmmal ellentétben a Zagve dinasztia gyakorlatilag ismeretlen volt a Földközi-tenger kortárs hatalmai előtt. Úgy tűnik, hogy az egyetlen rendszeres kapcsolatot Egyiptommal és Jeruzsálemmel tartották fenn. Bár gyakran állítják, hogy ottlétük régi időkre nyúlik vissza, csak a 11. és 12. században van szilárd bizonyíték arra, hogy etiópok éltek Egyiptomban. Ritka bizonyíték erre egy Ge'ez nyelven írt töredékes kézirat, amelyet a közelmúltban fedeztek fel a Szent Antal kolostorban, és amely a 12., vagy a 13. század közepére datálható.

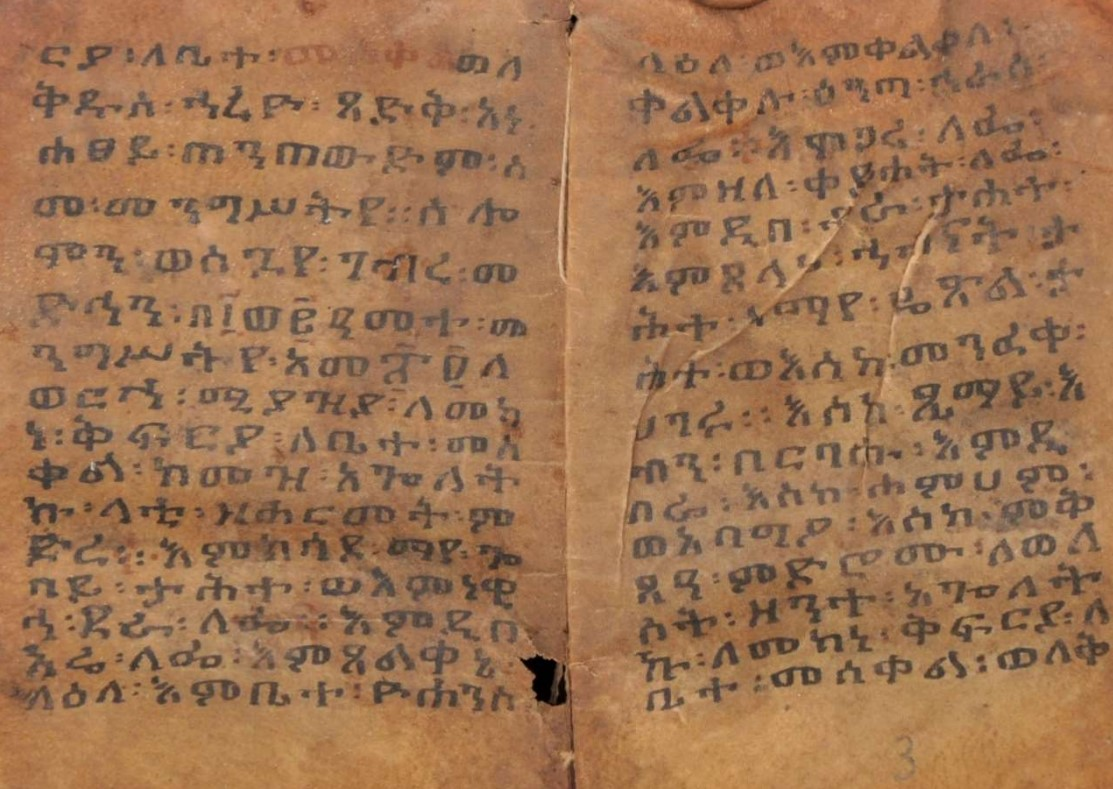
Tatadim király (12. század) földadományozásának 18. századi másolata, amelyet az Ura Maszkal templomban őriznek.

A legkorábbi források, amelyek egy jeruzsálemi etióp közösséget igazolnak, a 13. század második feléből származnak. Mégis valószínű, hogy etiópok már korábban is éltek ott. A 12. század végén Lalibela császár ismerete a városról elegendő volt ahhoz, hogy új fővárosának bővítése során Jeruzsálem formáját, tulajdonságait és helységneveit átvéve ihletet merítsen belőle.

## Viszony az iszlámmal

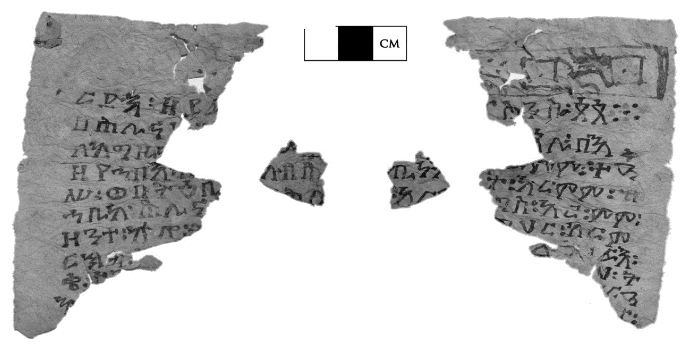
Az egyiptomi Szent Antal kolostorban felfedezett, 1160-1265-re datált töredékes ge'ez kézirat.

A muszlim hagyomány szerint a próféta társai 622-ben rövid ideig Etiópiában éltek, miután az első hidzsra során száműzték őket Mekkából. Erre azonban nincs régészeti bizonyíték. Azonban arra igen, hogy a Zagve-dinasztia idején Kelet-Tigrében volt egy muszlim közösség, akik valószínűleg a fatimidák pártfogásától függő síiták voltak. A Kviha közelében felfedezett arab síremlékek megerősítik egy muszlim település jelenlétét a 10. és a 12. század között, bár holléte még mindig nem tisztázott. A közeli Bilet-nél nemrégiben végzett ásatások során egy muszlim temetőt találtak, amelyet a 10. század végétől a 13. század közepéig használtak, bár a legtöbb sírkő a 11. századból származik. Az itt elhunyt nisbák Egyiptommal, az Arab-félszigettel, sőt Iránnal való kapcsolatra utalnak. Egy másik muszlim temetőt is feltártak a 30 km-re délre fekvő Arrában, amelyet a 12. század közepe és a 14. század közepe között használtak, a legtöbb sírkő a 13. századból származik. A Vukro Csirkosz templomban őrzött, mára már törött, kufi írással készült fríz valószínűleg a 11. század második feléből, egy mecsetből származik, amelynek elkészítését talán a fatimida kalifátus támogatta. Tigré muszlim közössége a 12. századtól kezdve hanyatlott a fatimidák összeomlása, valamint ha hinni lehet Tatadim király földadományozással kapcsolatos dokumentumának, akkor azért is, mert a Zagve uralkodók elkobozták a közösség földjeit.

## Az uralkodók listája
A fennmaradt krónikák és kéziratok eltéréseket mutatnak a királyok számát és uralkodásuk időtartamát illetően. A Zagve dinasztia uralkodóinak három fő listáját jegyezték fel, amelyeket „rövid”, „közepes” és „hosszú” listaként ismerünk.

### Rövid lista
A Pero Páez által feljegyzett lista 5 nevet tartalmaz:
- Mara Takla Hajmanot (13 évig),
- Jemrehana Kresztosz (40 évig),
- Gebre Meszkel Lalibela (40 évig),
- Nákueto Láb (40 évig),
- Harbai (8 évig),

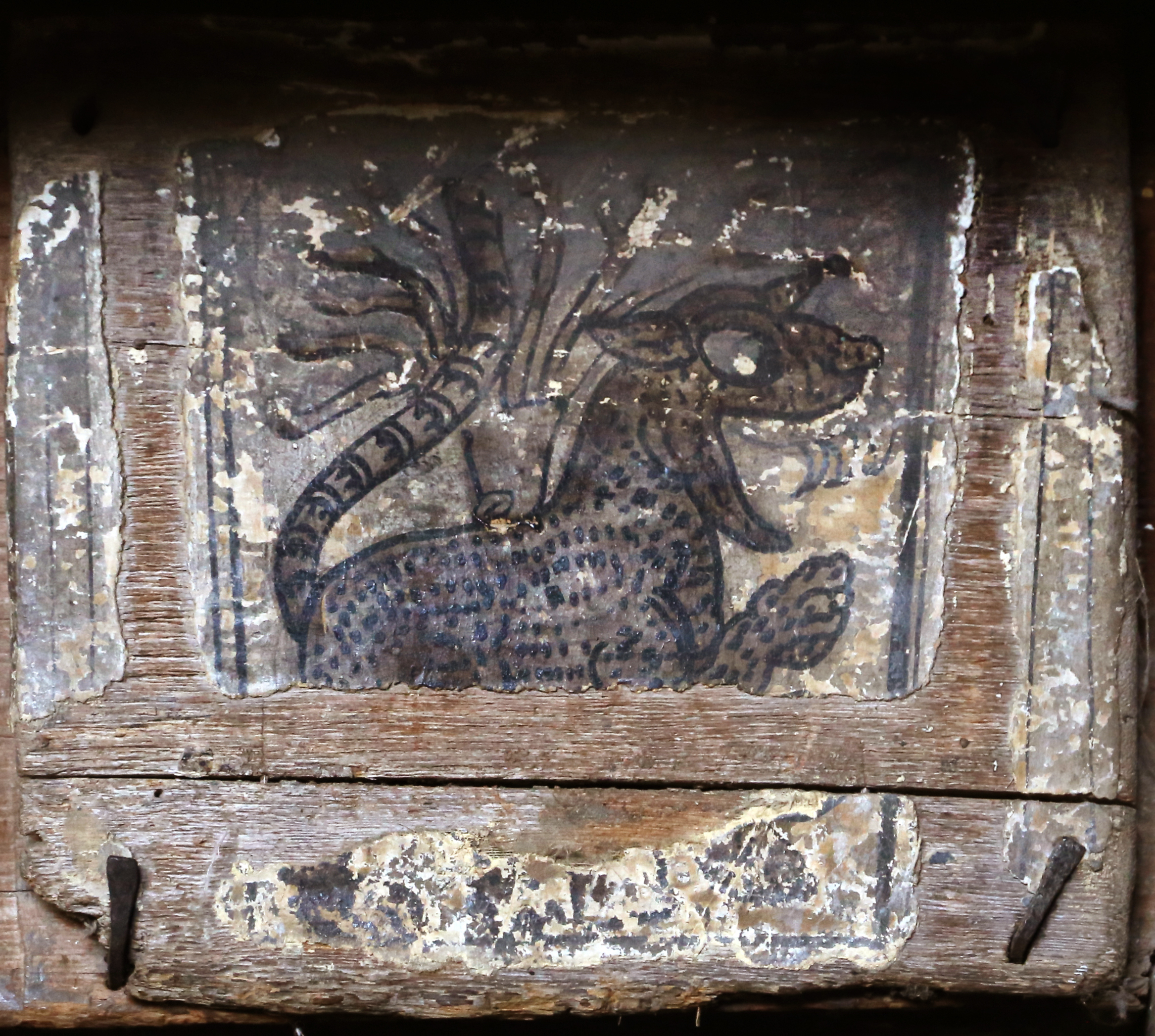
Oroszlánt ábrázoló plakett, Jemrahana Kresztosz templom. Eredetileg Délnyugat-Indiában készült.

Megközelítőleg: 1179-1270 körül (141 év).

### Közepes lista
A Carlo Conti Rossini által felvett lista 11 nevet tartalmaz. A Zagve-dinasztia ezen változatát az 1922-es uralkodói listán rögzítették.
- Mara Takla Hajmanot (3 évig, az 1922-es uralkodói lista szerint 13 évig),
- Tatadim (40 évig),
- Jan Szejum (40 évig),
- Germa Szejum (40 évig),
- Jemrehana Kresztosz (40 évig),
- Kedusz Harbe (40 évig),
- Gebre Meszkel Lalibela (40 évig),
- Nákueto Láb (48 évig, az 1922-es lista szerint 40 évig),
- Jetbarak (40 évig, az 1922-es lista szerint 17 évig),
- Mairari (15 évig, néhány esetben kihagyják a listáról),
- Harbai (8 évig, néhány esetben kihagyják a listáról),

Megközelítőleg: 916-1270 (354 év).

### Hosszú lista
Ez a lista 16 nevet tartalmaz:
- Mara Takla Hajmanot (13 évig),
- Szibuhaj (10 évig, II. Dil Na'od néven, nem tévesztendő össze Dil Na'od akszúmi királlyal)
- Mairari (15 évig),
- Harbai (8 évig),
- I. Jetbarak (7 évig),
- Ji'kebke Egzi (10 évig),
- Zena Petrosz (6 évig)
- Bahr Szaf (14 évig),
- Tatadim (Szer Aszagad néven, 10 évig),
- Jan Szejum (Akotet néven, 20 évig)
- Germa Szejum (Be'mnet néven, 20 évig)
- Jemrehana Kresztosz (40 évig)
- Kedusz Harbe (Gebre Mariam néven, 40 évig),
- Gebre Meszkel Lalibela (40 évig)
- Nákueto Láb (40 évig)
- II. Jetbarak (40 évig).

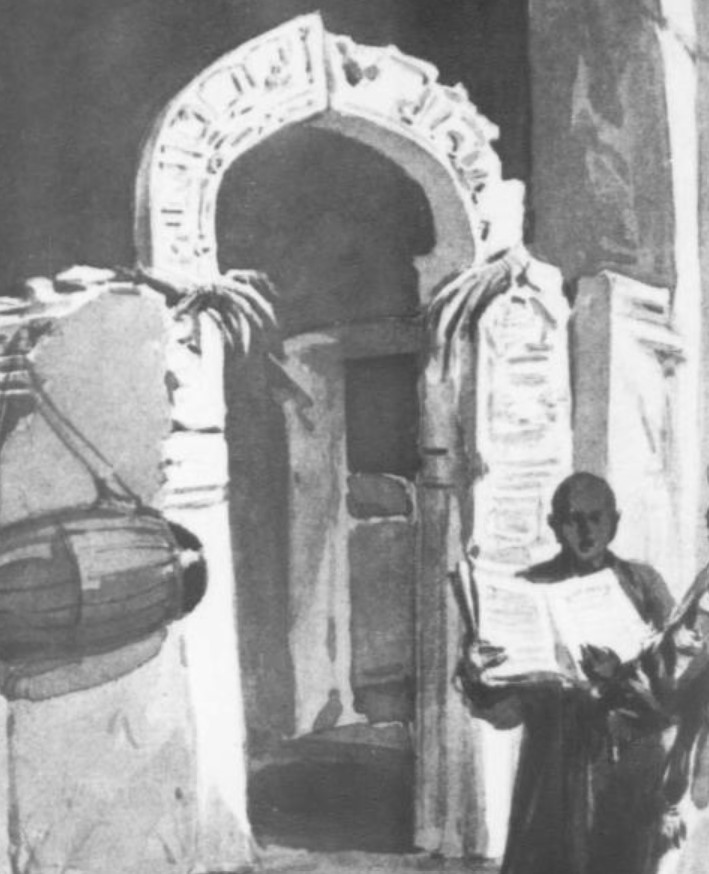
Egy a 11. századból származó mecsetfríz, amelyet a tigré tartományban található Vukro Csirkosz templomban boltívként használtak. William Simpson 1868-as litográfiája.

Megközelítőleg: 937 körül - 1270 (333 év).

## Utódlás
A későbbi etióp szokástól eltérően, Taddesse Tamrat történész szerint a Zagve dinasztián belül testvérről testvérre szállt a trón, az agav utódlási szokásoknak megfelelően.

## Fordítás
- Ez a szócikk részben vagy egészben  a   Zagwe dynasty című angol Wikipédia-szócikk fordításán alapul.  Az eredeti cikk szerkesztőit annak laptörténete sorolja fel. Ez a jelzés csupán a megfogalmazás eredetét és a szerzői jogokat jelzi, nem szolgál a cikkben szereplő információk forrásmegjelöléseként.